# Iodeto de cobre(I)
Iodeto de cobre (I) é o composto de fórmula química CuI.

## Ver Também
Fluoreto de cobre(I)